# 阿卜杜拉赫曼·本·哈马德·阿蒂亚
阿卜杜拉赫曼·本·哈马德·阿蒂亚（英語：Abdul Rahman bin Hamad Al Attiyah，阿拉伯语：‎，1950年—），是一名卡塔尔外交官，曾经担任海湾阿拉伯国家合作委员会秘书长。

## 生平
1950年，阿蒂亚出生于卡塔尔多哈，之后他留学美国迈阿密大学，获得政治科学和地理学本科学位。
1972年，阿蒂亚进入卡塔尔外交部。1974年至1981年，他担任卡塔尔驻日内瓦总领事、以及卡塔尔驻联合国大使。他还担任卡塔尔驻罗马联合国粮食农业组织总干事。1981年至1984年，担任卡塔住驻沙特阿拉伯大使；同时兼任卡塔尔驻吉布提共和国大使。1984年至1990年，担任卡塔尔驻联合国教科文组织大使衔代表。1984年至1992年，担任卡塔尔驻法国大使。1998年至2002年，担任卡塔尔外交部副部长。
2002年4月1日至2011年3月31日，阿蒂亚担任海湾阿拉伯国家合作委员会秘书长。2011年4月1日，他离任，并由阿卜杜拉蒂夫·本·拉希德·扎亚尼继任。
在离开海湾阿拉伯国家合作委员会后，卡塔尔政府宣布有意提名阿蒂亚担任阿拉伯联盟秘书长。